# FS ALb 56
L'autorail FS ALb 56 série 1000 est un autorail à moteur essence conçu et construit par Fiat Ferroviaria pour le transport rapide des voyageurs sur le réseau des FS Ferrovie dello Stato et d'autres sociétés de chemin de fer dans les années 1930. Une version avec moteur diesel a également été proposée avec le matricule FS ALn 56. Les autorails du groupe « ALn 56» incluent également, mais dans la série 2000, les unités construites par l'autre grand constructeur italien Breda C.F. ainsi que les 6 unités construites par Ansaldo.

## Histoire

### Les ALb 56 FIAT
En 1935, 50 exemplaires furent livrés équipés d'un moteur essence Fiat type 235-A, mais disposant des mêmes caractéristiques et prestations que les versions diesel. Cette série identifiée FS ALb 56.101-150 sera la dernière fabrication d'autorails Fiat Ferroviaria avec une motorisation essence, même si certaines sociétés préféraient ce type de matériel en raison du gain de poids. Les ALb 56 affichaient une masse de 20,5 tonnes au lieu des 23 du modèle diesel. Après la Seconde Guerre mondiale, la trentaine d'exemplaires non détruits par les bombardements furent transformés pour fonctionner au gaz.

## La Technique
L'autorail « ALb 56 »  est l'évolution naturelle des premiers autorails FS ALb 48 à essence construits par Fiat Ferroviaria sur les indications du « Service Matériels et Traction des FS-Ferrovie dello Stato » . La caisse disposait d'une structure tubulaire soudée qui reposait directement sur deux boggies. Aux extrémités on trouvait les dispositifs d'accrochage de remorque avec des tampons. 
Les boggies étaient très simples, formés d'un châssis en acier soudé composé de deux longerons qui recevaient la caisse avec des rouleaux de glissement. Les suspensions étaient à lames courtes de même type que sur les camions Fiat V.I.. L'axe du support était placé de façon asymétrique par rapport au centre de la caisse pour augmenter l'appui sur l'essieu moteur. Le moteur était situé au-dessus du premier essieu et toute la mécanique était concentrée sur l'emprise du boggie, ce qui aurait permis de remplacer très rapidement l'ensemble en cas d'incident grave.
Les ALb56 étaient équipée de deux moteurs essence Fiat type 235A, 6 cylindres en ligne de 8 355 cm3, développant 80 ch à 1 700 tr/min. Le moteur était un élément très classique de Fiat, en fonte avec des soupapes en tête et un rapport de compression de 15:1.
La structure du moteur représentait un saut qualitatif par rapport aux autres moteurs obsolètes montés précédemment sur les autorails. La transmission était assurée par une boîte de vitesses Fiat à 4 vitesses avec un embrayage multi-disques et un arbre de transmission doté de joints doubles, élastiques coulissants, et d'un pont réducteur dont le rapport était de 1/2,44 avec dispositif roue libre. Les radiateurs de refroidissement d'eau étaient placés en façade, devant les moteurs à chaque extrémité. Ces solutions techniques seront maintenues par les FS sur tous les autorails de la première génération.
L'installation électrique fonctionnait sous 24 V avec des batteries rechargées par une dynamo sur le moteur. Deux compresseurs garantissaient les besoins en air comprimé pour les services auxiliaires et les freins. Les freins étaient composés d'un système à air comprimé agissant sur les roues par des tambours selon le même principe que les camions et un frein à main agissant sur les boggies.

### ALb 56Breda C.F.
À la différence des modèles Fiat Ferroviaria, les caisses n'avaient pas une carrosserie de type automobile mais dérivée de la conception ferroviaire classique. L'aérodynamique était légèrement meilleure avec une face avant plus élancée et le confort supérieur. Les boggies traditionnels étaient plus stables ce qui lui permettait d'atteindre 140 km/h. C'est grâce à ces caractéristiques que le constructeur italien Breda C.F. a pu vendre cet autorail également aux chemins de fer de Bulgarie et Yougoslavie. 
Les deux moteurs essence qui équipaient chaque autorail étaient de production Breda, du type T10, 6 cylindres développant 95,5 kW chacun à 2 000 tr/min. 
Au lendemain de la Seconde Guerre mondiale, toutes les unités qui avaient survécu aux bombardements ont été transformées pour fonctionner au gaz.

## Unités conservées
Aucune unité ALb n'a été conservée par les FS, seuls quelques modèles ALn ont été restaurés :
- ALn 56.05 de la compagnie Ferrovia Circumetnea, restaurée et en état de marche, est utilisée pour des animations.
- ALn 56.136 conservée au Musée Ferroviaire Piémontais[1].
- ALn 56.1903 des FS, ancienne unité de la compagnie Ferrovia Paola-Cosenza, restaurée et rachetée par un collectionneur américain. Elle est conservée au "Tennessee Valley Railway Museum"[1]